# Championnat d'Uruguay de football 1965
Navigation
Édition précédente Édition suivante
La 63e édition du championnat d'Uruguay de football est remportée par le Club Atlético Peñarol. C’est le vingt-neuvième titre de champion du club, le deuxième consécutif. Le Peñarol l’emporte avec cinq points d’avance sur le Club Nacional de Football. Club Atlético Cerro complète le podium.
Colón Fútbol Club est relégué en deuxième division et est remplacé par le Defensor Sporting Club.
Tous les clubs participant au championnat sont basés dans l’agglomération de Montevideo.
Pedro Rocha (Peñarol) termine avec 15 buts en 18 matchs meilleur buteur du championnat. 

## Les clubs de l'édition 1965
| \| Montevideo: · Club Atlético Cerro · Danubio Fútbol Club · Centro Atlético Fénix · Nacional · Peñarol · Club Atlético Progreso · Rampla Juniors · Racing Club · Wanderers · Sud América · Colón Montevideo \| Localisation des clubs engagés dans le championnat. |
| Montevideo: · Club Atlético Cerro · Danubio Fútbol Club · Centro Atlético Fénix · Nacional · Peñarol · Club Atlético Progreso · Rampla Juniors · Racing Club · Wanderers · Sud América · Colón Montevideo                                                           |

| Club                             | Stade                       | Capacité | Ville      |
| -------------------------------- | --------------------------- | -------- | ---------- |
| Club Atlético Cerro              | Estadio Luis Tróccoli       | -        | Montevideo |
| Colón Fútbol Club                | -                           | -        | Montevideo |
| Danubio Fútbol Club              | Jardines Del Hipódromo      | -        | Montevideo |
| Centro Atlético Fénix            | Estadio Parque Capurro      | -        | Montevideo |
| Institución Atlética Sud América | -                           | -        | Montevideo |
| Montevideo Wanderers Fútbol Club | Estadio Viera               | -        | Montevideo |
| Club Nacional de Football        | Estadio Gran Parque Central | -        | Montevideo |
| Club Atlético Peñarol            | Estadio Centenario          | -        | Montevideo |
| Racing Club de Montevideo        | Parque Osvaldo Roberto      | -        | Montevideo |
| Rampla Juniors Fútbol Club       | Estadio Olímpico            | -        | Montevideo |

## Compétition

### Classement
Le classement est établi sur le barème de points suivant : victoire à 2 points, match nul à 1, défaite à 0.
| Rang | Équipe                           | Pts | J  | G  | N | P  | Bp | Bc | Diff |
| ---- | -------------------------------- | --- | -- | -- | - | -- | -- | -- | ---- |
| 1    | 'Club Atlético Peñarol T'        | 32  | 18 | 15 | 2 | 1  | 43 | 17 | +26  |
| 2    | Club Nacional de Football        | 27  | 18 | 12 | 3 | 3  | 33 | 14 | +19  |
| 3    | Club Atlético Cerro              | 25  | 18 | 11 | 3 | 4  | 31 | 18 | +13  |
| 4    | Racing Club de Montevideo        | 19  | 18 | 8  | 3 | 7  | 27 | 29 | -2   |
| 5    | Centro Atlético Fénix            | 18  | 18 | 7  | 4 | 7  | 22 | 19 | +3   |
| 6    | Rampla Juniors Fútbol Club       | 17  | 18 | 5  | 7 | 6  | 21 | 22 | -1   |
| 7    | Danubio Fútbol Club              | 17  | 18 | 6  | 5 | 7  | 26 | 27 | -1   |
| 8    | Institución Atlética Sud América | 11  | 18 | 4  | 3 | 11 | 23 | 34 | -11  |
| 9    | Montevideo Wanderers             | 7   | 18 | 2  | 3 | 13 | 16 | 36 | -20  |
| 10   | Colón Fútbol Club P              | 7   | 18 | 2  | 3 | 13 | 14 | 40 | -26  |

| Légende : Qualifications et relégations | Légende : Qualifications et relégations                            |
| --------------------------------------- | ------------------------------------------------------------------ |
|                                         | Champion d'Uruguay et qualification pour la Copa Libertadores 1966 |
|                                         | Vice-champion et qualification pour la Copa Libertadores 1966      |
|                                         | Relégué en deuxième division                                       |
|                                         | T : Tenant du titre P : Promus                                     |

## Bilan de la saison
| Championnat d'Uruguay de football 1965 |                                   |
| Champion                               | Club Atlético Peñarol (29e titre) |
| Qualifications continentales           |                                   |
| Copa Libertadores 1966                 | Club Atlético Peñarol             |
| Copa Libertadores 1966                 | Club Nacional de Football         |
| Promotions et relégations              |                                   |
| Promus en Primera División             | Defensor Sporting Club            |
| Relégués en Intermedia                 | Colón Fútbol Club                 |

## Statistiques

### Meilleur buteur
- Pedro Rocha  (Peñarol) 15 buts.